# Neslette
Neslette – miejscowość i gmina we Francji, w regionie Hauts-de-France, w departamencie Somma.
Według danych na rok 2011 gminę zamieszkiwało 91 osób, a gęstość zaludnienia wynosiła 44 osoby/km² (wśród 2293 gmin Pikardii Neslette plasuje się na 912. miejscu pod względem liczby ludności, natomiast pod względem powierzchni na miejscu 1119.).